# Jennifer Warling
Jennifer „Jenny” Warling (ur. 25 marca 1994 w Luksemburgu) – luksemburska karateczka.
W 2014 została wicemistrzynią Europy w wadze do 55 kg. W tym samym roku została sportsmenką roku w Luksemburgu. W 2015 wywalczyła brązowy medal mistrzostw Europy w tej samej wadze. W tym samym roku wystartowała na igrzyskach europejskich, jednakże odpadła w rundzie eliminacyjnej, przegrywając dwa pojedynki grupowe (0:4 z İlahą Qasımovą i 0:5 z Tubą Yakan) oraz remisując z Jeleną Kovačević 1:1, a także zajęła 2. miejsce w plebiscycie na sportsmenkę roku w Luksemburgu.
Mistrzyni Luksemburga z 2013 i 2014 roku.